# آلن ایروین (بازیکن فوتبال، زاده ۱۹۵۸)
آلن ایروین (انگلیسی: Alan Irvine؛ زادهٔ ۱۲ ژوئیهٔ ۱۹۵۸) بازیکن فوتبال اهل بریتانیا است.
از باشگاه‌هایی که در آن بازی کرده‌است می‌توان به باشگاه فوتبال بلکبرن روورز، باشگاه فوتبال داندی یونایتد، باشگاه فوتبال کویینز پارک، باشگاه فوتبال کریستال پالاس، و باشگاه فوتبال اورتون اشاره کرد.